# 林家市楼
林家 市楼（はやしや いちろう、1980年4月13日 - 2022年11月14日）は、上方の落語家。実父は四代目染語楼、祖父は三代目という落語家一家。死没後に五代目林家染語楼が追贈された（後述）。生前は上方落語協会会員。本名：鹿田 圭人。出囃子は「あばれ」。

## 経歴
大阪府立東住吉高等学校普通科中退。
2001年12月19日、父の四代目林家染語楼に入門。2005年、師匠であり実父でもある四代目染語楼が亡くなり、四代目林家染丸の預かり弟子となる。
2022年11月14日、心臓疾患のため、大阪市阿倍野区の病院で死去した。42歳没。訃報は同月16日に上方落語協会により公表された。所属事務所によれば同月12日に鹿児島県加計呂麻島へ渡り落語会を開き、翌13日に5キロのマラソン大会に参加。その翌14日に大阪に戻ったが、知人の飲食店で突然倒れ、救急搬送されていたという。
市楼の死去に伴い、四代目染丸の意思により「五代目林家染語楼」の名跡が追贈された。

## 芸歴
- 2001年 - 四代目林家染語楼に入門。
- 2005年 - 師匠・実父四代目染語楼が亡くなり、四代目林家染丸の預かり弟子となる。
- 2022年11月 - 死去。「五代目林家染語楼」を追贈される。

## 作風
父、祖父の演じた新作ネタを中心に演じていた。自身も新作を創作し演じ、古典についても少しずつ手がけていた。晩年は桂文珍独演会の前座を務めることも多かった。

## 出演

### 落語会
- 4代目林家染語楼追悼公演